# Héctor Sánchez (actor)
Héctor Sánchez (Bogotá, 3 de febrero de 1983) es un actor colombiano. Ha participado en la serie Mil Colmillos dirigida por Jaime Osorio para HBO, donde interpretó al personaje de Doc, y en la segunda temporada de Arelys Henao de Caracol Televisión, interpretando a Reinel.

## Biografía
Héctor Sánchez es un actor colombiano con experiencia en cine, televisión y teatro. Participó como coprotagonista en la serie Mil Colmillos, dirigida por Jaime Osorio para HBO, y en la película Alma de Héroe, estrenada en Colombia en 2019. También formó parte de la segunda temporada de la bionovela Arelys Henao en Caracol Televisión, donde interpretó el papel de Reinel.
En el ámbito teatral, ha trabajado en producciones como De Ratones y Hombres, basada en la obra de John Steinbeck y dirigida por Manuel Orjuela, y en la adaptación colombiana de Todos eran mis hijos de Arthur Miller, participaciones que han sido reconocidas a nivel nacional e internacional.

## Filmografía

### Cine
| Año         | Título            | Personaje         | Canal / producción / Dirección |
| ----------- | ----------------- | ----------------- | ------------------------------ |
| 2017 - 2018 | Alma de Héroe     | Subteniente Celis | Océano Azul                    |
| 2024        | Mi Bestia         | David             | Films Grand Huit               |
| 2025        | El viaje de Laura |                   | Pop Productora                 |

### Televisión
| Año  | Título            | Personaje | Canal / Producción / Dirección |
| ---- | ----------------- | --------- | ------------------------------ |
| 2020 | Frilos            | Beto      | Canal Capital                  |
| 2021 | Mil Colmillos     | Doc       | HBO - Rayuela Films            |
| 2023 | Turno de la noche | Mauro     | Épica estudo - Señal Colombia  |
| 2024 | Arelys Henao 2    | Reinel    | Caracol TV                     |

### Teatro
| Año         | Título                   | Dirección                | Lugar                                     |
| ----------- | ------------------------ | ------------------------ | ----------------------------------------- |
| 2003 - 2006 | Match de improvisación   |                          | Teatro Nacional                           |
| 2005 - 2006 | La visita                | Víctor Hugo Trespalacios |                                           |
| 2011        | Así que pasen 100 Años   | Jorge Alí Triana         |                                           |
| 2013 - 2014 | Entre tú y yo            | Maia Landaburu           | Teatro Casa E                             |
| 2015        | Trágico a pesar suyo     | Jorge Hugo Marín         |                                           |
| 2018 - 2024 | De ratones y de hombres  | Manuel Orjuela           |                                           |
| 2019        | Un tranvía llamado deseo | Diego León Hoyos         | Teatro Colón                              |
| 2022        | Si Hamlet fuera ellx     | Manuel Orjuela           | Teatro Mayor Julio Mario Santo Domingo    |
| 2024        | Todos eran mis hijos     | Manuel Orjuela           | Centro nacional de las artes Delia Zapata |